# Godzillasaurus
Godzillasaurus là một chi khủng long, được Ikejiri mô tả khoa học năm 2003.